# Partido di Roque Pérez
Il partido di Roque Pérez è un dipartimento (partido) dell'Argentina facente parte della provincia di Buenos Aires. Il capoluogo è Roque Pérez.